# 陕西香椿
陕西香椿（学名：Toona sinensis var. schensiana）为楝科香椿属下的一个变种。

## 扩展阅读
- 維基物種上的相關：陕西香椿